# Вейд Сколні
Вейд Сколні (англ. Wade Skolney; нар. 24 червня 1981, Гумбольдт) — канадський хокеїст, що грав на позиції захисника.

## Ігрова кар'єра
Професійну хокейну кар'єру розпочав 2002 року.
Протягом професійної клубної ігрової кар'єри, що тривала 10 років, захищав кольори команд «Філадельфія Фентомс», «Філадельфія Флаєрс», «Віклс-Беррі/Скрентон Пінгвінс», «Штраубінг Тайгерс» (Німеччина) та «Єсеніце» (Словенія).

## Нагороди та досягнення
- Володар Кубка Колдера в складі «Філадельфія Фентомс» — 2005.

## Статистика
|                          | Сезон | І   | Г | П  | О  | ШХ  |
| ------------------------ | ----- | --- | - | -- | -- | --- |
| НХЛ-Регулярний сезон     | 1     | 1   | 0 | 0  | 0  | 2   |
| НХЛ-Плей-оф              | –     | –   | – | –  | –  | –   |
| ДХЛ-Регулярний сезон     | 2     | 98  | 2 | 11 | 13 | 196 |
| ДХЛ-Плей-оф              | –     | –   | – | –  | –  | –   |
| АХЛ-Регулярний сезон     | 5     | 277 | 4 | 34 | 38 | 725 |
| АХЛ-Плей-оф              | 3     | 44  | 0 | 3  | 3  | 74  |
| Австрія-Регулярний сезон | 1     | 18  | 2 | 2  | 4  | 62  |